# فرانسيسكو موراليدا
فرانسيسكو موراليدا سواريز (من مواليد 5 يناير 1901) هو لاعب كرة قدم إسباني سابق، لعب في مركز المهاجم. مثّل خلال مسيرته ناديي ريال مدريد وأتلتيكو مدريد، وشارك في عدد من المباريات سجل خلالها عدة أهداف. كما خاض مباراة واحدة مع منتخب إسبانيا ب، أحرز خلالها هدفًا.

## المسيرة مع الأندية
وُلد فرانسيسكو موراليدا في غوادالاخارا، وكان قريبًا من أن يصبح أول لاعب من تلك المدينة يشارك في الدوري الإسباني، غير أن تلك الفرصة لم تتحقق مرتين خلال مسيرته. فبين عامي 1925 و1928، لعب موراليدا لنادي ريال مدريد، لكن الليغا لم تكن قد تأسست بعد، حيث أُقيمت أول نسخة منها في عام 1929. وفي موسم 1930–1931، انضم إلى أتلتيكو مدريد، إلا أن الفريق كان حينها قد هبط إلى الدرجة الثانية، ما حرمه مجددًا من المشاركة في الدرجة الأولى.
خلال ثلاثة مواسم مع ريال مدريد، ساهم موراليدا في فوز الفريق بثلاثة ألقاب متتالية في بطولة منطقة مدريد بين عامي 1925 و1928. لكن في عام 1928، رأت إدارة النادي أن مستواه لم يعد يرقى لتطلعات الفريق، فقررت الاستغناء عنه، لينتقل بعدها إلى نادي أتلتيكو مدريد.

## المسيرة الدولية
حصل موراليدا على مشاركة دولية واحدة فقط مع المنتخب الإسباني ب، وذلك في مباراة أقيمت على ملعب إستاديو متروبوليتانو دي مدريد في 29 مايو 1927، أمام المنتخب البرتغالي الأول. ولم يكن موراليدا من اللاعبين الأساسيين في تلك المباراة، حيث دخل كبديل بعد انتهاء الشوط الأول، وسجل الهدف الافتتاحي الذي ساهم في تحقيق الفوز النهائي بنتيجة 2–0.

## إنجازات
- الفوز ببطولة المنطقة المركزية ثلاث مرات مع ريال مدريد (1925–1928)
- تسجيل هدف الفوز في مباراة دولية مع منتخب إسبانيا "ب" ضد البرتغال (1927)
- المشاركة مع ناديي ريال مدريد وأتلتيكو مدريد في فترة مبكرة من تاريخ الدوري الإسباني[5]